# Columbite-(Mg)
La columbite-(Mg) (simbolo IMA: Clb-Mg) è un minerale del supergruppo della columbite e del gruppo della columbite. La sua composizione chimica è (Mg,Fe2+,Mn)(Nb,Ta)2O6 e in passato era chiamata magnesiocolumbite.

## Etimologia e storia
Originariamente denominata magnocolumbite, la columbite-(Mg) è stata rinominata nella forma attuale nel 2008. Il nome fa riferimento non solo al termine columbium (un vecchio nome del niobio), ma anche alla sua "parentela" con le altre columbiti del gruppo, ossia columbite-(Fe) e columbite-(Mn).

## Classificazione
Nella Classificazione Nickel-Strunz la columbite-(Mg) è classificata nella sezione "4. Ossidi (idrossidi, V[5,6] vanadati, arseniti, antimoniti, bismutiti, solfiti, seleniti, telluriti, iodati)" e da lì alla sottoclasse "4.D Metallo:Ossigeno = 1:2 e simili", che è ulteriormente suddivisa in base alla grandezza dei cationi coinvolti, in modo tra trovare le tre columbiti nel reparto "4.DB Con cationi di media dimensione; catene di ottaedri che condividono uno spigolo" dove insieme a qitianlingite, tantalite-(Fe), tantalite-(Mg), tantalite-(Mn), columbite-(Fe) e columbite-(Mn) formano il sistema 4.DB.35.
La classificazione dei minerali secondo Dana, utilizzata principalmente nel mondo anglosassone, classifica la columbite-(Mg) nella classe degli "ossidi e idrossidi", ma anche nella divisione di "ossidi multipli con Nb, Ta e Ti". Qui si trova nel gruppo senza nome 08.03.02 all'interno della suddivisione "Ossidi multipli con Nb, Ta e Ti e la formula A(B2O6)" dove forma la "serie della tantalite-columbite".

## Abito cristallino
La columbite-(Mg) cristallizza nel sistema ortorombico nel gruppo spaziale Pcan (gruppo nº 60, posizione 3) con i parametri reticolari a = 5,02 Å, b = 14,17 Å, c = 5,65 Å, nonché 4 unità di formula per cella unitaria.

## Origine e giacitura
La sua località tipo è la vena di pegmatite Muzeinaya, nella valle del Pyandzh (Gorno-Badakhshan, in Tajikistan). dove è stata trovata associata a cordierite, dravite, spinello e kyanite.
In Italia è stata trovata a Campo nell'Elba in Toscana.
In altre parti del mondo, la columbite-(Mg) è stata rinvenuta nella regione di Betsiboka (Madagascar); nel distretto di Sibiu (Romania); negli Oblast' di Chelyabinsk e Sverdlovsk (Russia); nella provincia di Santa Cruz de Tenerife (Spagna); nella contea di Gävleborg (in Svezia).

## Forma in cui si presenta in natura
La columbite-(Mg) si presenta in cristalli di colore che va dal nero-marrone al nero, con brillantezza submetallica. Il colore dello striscio è marrone scuro.